# Arakil
Arakil en basque (nom officiel) ou Araquil en espagnol est une commune de la Communauté forale de Navarre dans le Nord de l'Espagne. Elle est située dans la zone bascophone de la province où la langue basque est coofficielle avec l'espagnol et à 26 km de sa capitale, Pampelune.
Elle apparait en 1857 par la fusion de Aizcorbe, Ecay, Echarren, Echeverri, Eguiarreta, Erroz, Irurzun, Izurdiaga, Murguindueta, Satrústegui, Urrizola, Yábar y Zuazu. En 1996 Irurzun (Irurtzun) deviendra indépendante.

## Géographie

### Concejos
Elle est composée des concejos et lieux suivants :
- Ekai
- Etxarren
- Etxeberri
- Egiarreta
- Errotz
- Izurdiaga
- Satrustegi
- Urritzola
- Hiriberri
- Ihabar
- Zuatzu

## Démographie
| Évolution démographique                                | Évolution démographique | Évolution démographique | Évolution démographique | Évolution démographique | Évolution démographique | Évolution démographique | Évolution démographique | Évolution démographique | Évolution démographique | Évolution démographique |
| 1996                                                   | 1998                    | 1999                    | 2000                    | 2001                    | 2002                    | 2003                    | 2004                    | 2005                    | 2006                    | 2007                    |
| ------------------------------------------------------ | ----------------------- | ----------------------- | ----------------------- | ----------------------- | ----------------------- | ----------------------- | ----------------------- | ----------------------- | ----------------------- | ----------------------- |
| 856                                                    | 872                     | 879                     | 888                     | 887                     | 882                     | 867                     | 867                     | 862                     | 882                     | 907                     |
| Sources: Arakil et instituto de estadística de navarra |                         |                         |                         |                         |                         |                         |                         |                         |                         |                         |

## Division linguistique
En accord avec Loi forale 18/1986 du 15 décembre sur le basque, la Navarre est linguistiquement divisée en trois zones. Cette municipalité fait partie de la zone bascophone où l'utilisation du basque y est majoritaire. Le basque et le castillan sont utilisés dans l'Administration publique, les médias, les manifestations culturelles et en éducation cependant l'usage courant du basque y est présent et encouragé le plus souvent.

### Sources
- (es) Cet article est partiellement ou en totalité issu de l’article de Wikipédia en espagnol intitulé « Araquil » (voir la liste des auteurs).